# Altos, Brasilien
Altos är en ort i Brasilien.   Den ligger i kommunen Altos och delstaten Piauí, i den östra delen av landet, 1 300 kilometer norr om huvudstaden Brasília. Altos ligger 192 meter över havet och antalet invånare är 28 768.
Terrängen runt Altos är platt. Det finns inga andra samhällen i närheten.
Omgivningarna runt Altos är huvudsakligen savann. Runt Altos är det ganska glesbefolkat, med 29 invånare per kvadratkilometer.